# Микола Трещенков
Микола Трещенков (2 грудня 1875 — 15 травня 1915) — ротмістр Окремого корпусу жандармів, керівник розстрілу робітників 4 (17) квітня 1912 року на Ленських копальнях, заступник голови губернської поліції.

## Біографія
Закінчив Петрівський Полтавський кадетський корпус (1894) та Олександрівське військове училище (1896), звідки випущений був підпоручиком у 34-й піхотний Севський полк.

У 1902 році перейшов на службу в окремий корпус жандармів. Зробив блискучу кар'єру. Вже в 1905 році, коли йому було 30 років, став начальником охоронного відділення Нижньогородської губернії. Став відомий завдяки бомбардуванню залізничного вокзалу в Нижньому Новгороді і каральними експедиціями в Сормово.
Газета «Російське слово» писала: "Жандармський ротмістр Трещенков, який отримав в останні дні таку сумну популярність, як відомо, служив у Нижньому Новгороді начальником охоронного відділення і, пішовши звідси, зник з горизонту. Але тут із контрольною палатою у ротмістра Трещенкова вийшли непорозуміння через витрати грошей, що відпускаються на службові поїздки. Під час служби Трещенкова в Нижньому Новгороді, коли збройне повстання в Сормові в 1905 році було утихомирено, він робив низку каральних нічних експедицій в Сормово, проводив обшуки та арешти; при ньому місцева артилерія бомбардувала в 1905 р. будівлю нижегородського вокзалу, де начебто ховалася озброєна дружина. Пострілами артилерії будівлю вокзалу було пошкоджено, але коли ввійшли туди, то знайшли лише 5 людей.
25 жовтня 1906 року пише «Міркування з приводу проекту реорганізації політичного розшуку Імперії» оформлені у вигляді листа завідувачу спеціальним відділом департаменту поліції, де Трещенков критикує проект міністра внутрішніх справ П. Столипіна зі створення районних охоронних відділень.
Замішаний у розтраті казенних грошей М. Трещенков був переведений до Житомира. Там він «відзначився» знахідкою у приймальні настоятеля Почаївської лаври бомби, нібито закладеної революціонерами. Після чого був переведений до Москви.

У 1911 році — помічник начальника Іркутського губернського жандармського управління. У березні 1912 року він прибув на чолі загону військ на Ленські копальні під час страйку, що там виник.
З телеграми директора департаменту поліції Білецького начальнику Іркутського губернського жандармського управління від 30 березня 1912 року: «Запропонуйте безпосередньо ротмістру Трещенкову обов'язково ліквідувати страйковий комітет…» .
З прибуттям Трещенкова розпочинаються арешти робітників, у тому числі виборних. Трещенков нацьковував солдатів на робітників, посилав у центр телеграми про агітаторів-бунтівників і, нарешті, наказав солдатам стріляти в мирну маніфестацію робітників. Завдяки провокаційним діям Трещенкова страйк, який до його приїзду протікав мирно, закінчується розстрілом сотень робітників.
У липні 1912 року Трещенков був тимчасово відсторонений від служби, а потім разом зі штабс-капітаном Санжаренком відкликаний для слідства до Петербурга. Слідство, призначене з нього, закінчилося 1914 року. За його підсумками Трещенков був розжалований у рядові (джерело?) і зарахований до пішого ополчення Санкт-Петербурзької губернії.
З початком Першої світової війни, після його наполегливих прохань, він з «найвищої волі» Ради міністра внутрішніх справ був допущений до діючої армії.
До жовтня 1914 р. перебував у пішому ополченні Петроградської губернії, відставний ротмістр.
17.10.1914 визначено в резерв чинів при штабі Київського військового округу, з перейменуванням у капітани, із зарахуванням армійською піхотою.
Був прикріплений до 257-го піхотного Євпаторійського полку.
Наказом армії від 11.08.1915 за № 615 нагороджений Георгіївською зброєю за подвиг 25.03.1915 (посмертно).
«за те, що, будучи в чині капітана, 25 березня 1915 року, командуючи зведеним батальйоном, атакував і захопив з бою укріплені і завзято оборонювані противником висоти 1269 і 1348, що мали важливе значення для подальших операцій. При атаці взяв у полон 6 австрій та 142 нижніх чину» .
15-го травня 1915 року о 16 год. полк із позиції біля д. Подяк перейшов у наступ на буд. Накло (Польща). Батальйони під вогнем важкої артилерії, кулеметів та рушниць дійшли до окопів супротивника та зайняли першу лінію. У цьому бою капітан Трещенков був убитий ворожою рушничною кулею в чоло, коли вів свій батальйон в атаку, йдучи на його чолі.
Похований на цвинтарі в с. Подяч " (Poździacz, нині — Leszno, підкарпатське воєводство, перемишльський повіт, гмін Медика).
Посмертно Найвищим наказом від 14.05.1916 зроблено підполковники.
Згадується у романі Георгія Маркова «Строгови».

## Сім'я
Був одружений з Ольгою Андріївною Трещенковою (Юркевич), вихованкою Полтавського інституту шляхетних дівчат, донькою кременчуцького повітового справника Андрія Васильовича Юркевича. У шлюбі народилося троє синів:
- Сергій (1901—1981) — закінчив Петровський Полтавський кадетський корпус (1919), корнет гусарського Єлисаветградського полку, учасник Громадянської війни в Росії. Евакуювався в 1920 в Галліполі. У 1926—1931 на еміграції в Чехословаччині, отримав інженерну освіту. Член Товариства росіян, які закінчили вищі навчальні заклади Чехословаччини. У 1936 р. переїхав до Парижа. Працював інженером. З 1936 року секретар Об'єднання колишніх кадет Полтавського кадетського корпусу, у 1950—1970 обирався членом правління Союзу російських кадетських корпусів. Похований на цвинтарі Сент-Женев'єв-де-Буа.
- Дмитро (1905—1975) — на еміграції у Франції.
- Юрій (1906—1979) — на еміграції у Франції.